# Francesco Maria Mancini
Francesco Maria Mancini, född 20 oktober 1606 i Rom, död 29 juni 1672 i Marino, var en italiensk kardinal.

## Biografi
Francesco Maria Mancini var son till Paolo Mancini och Vittoria Capocci. Han studerade vid Collegio Romano i Rom, där han blev iuris utriusque doktor.
I april 1660 upphöjde påve Alexander VII Mancini till kardinaldiakon med Santi Vito, Modesto e Crescenzia som titeldiakonia. Kardinal Mancini kom att delta i två konklaver: 1667 och 1669–1670. 
Kardinal Mancini avled i Marino år 1672.

## Bilder

Kardinal Francesco Maria Mancinis titeldiakonia och titelkyrka
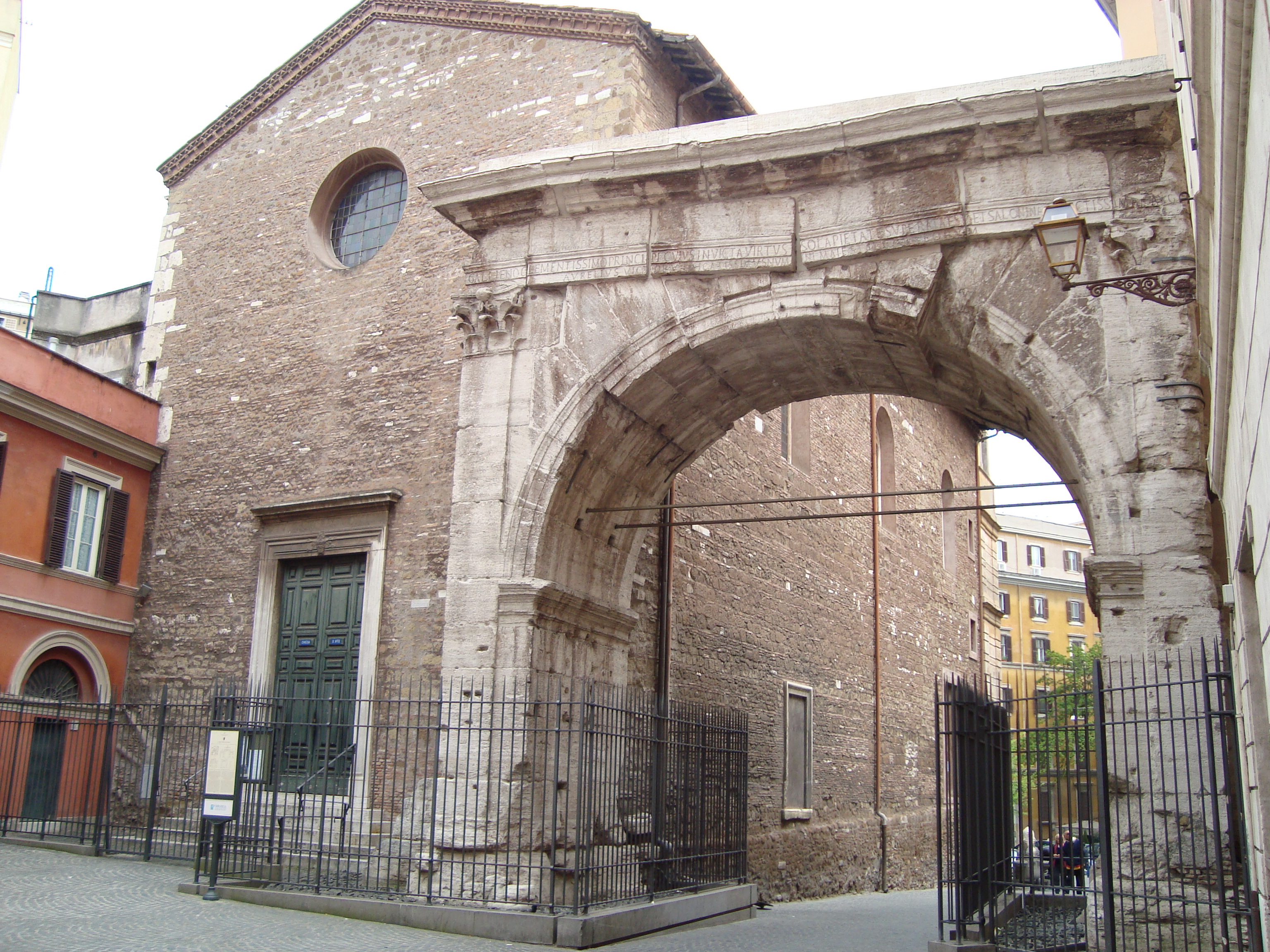
Santi Vito, Modesto e Crescenzia.
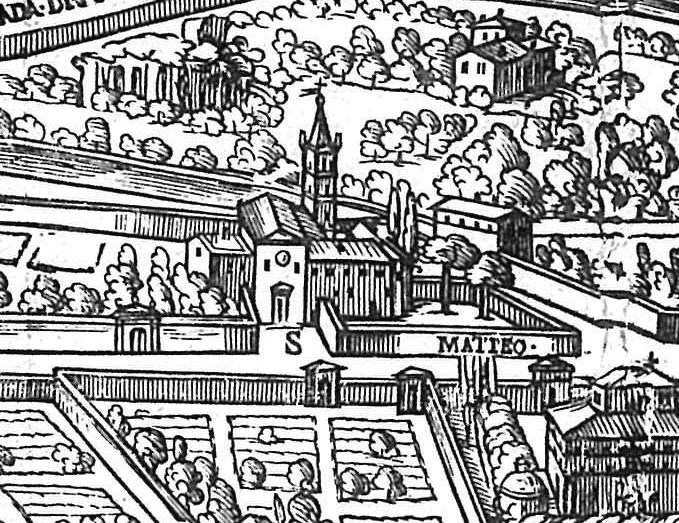
San Matteo in Merulana.